# Astiphromma sericans
Astiphromma sericans är en stekelart som först beskrevs av Curtis 1833.  Astiphromma sericans ingår i släktet Astiphromma och familjen brokparasitsteklar. Inga underarter finns listade.

## Bildgalleri

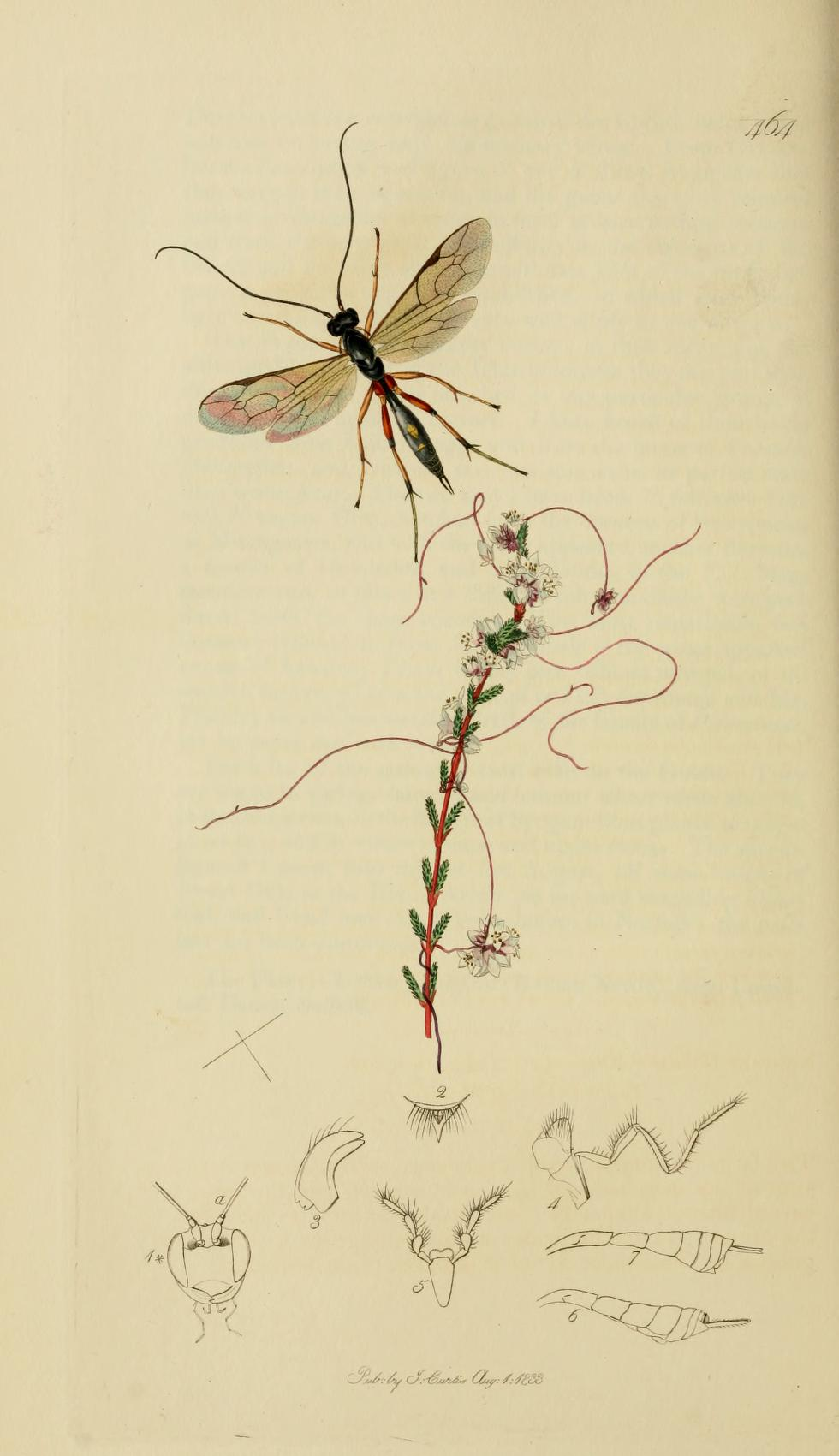